# Május 25.
Május 25. az év 145. (szökőévben 146.) napja a Gergely-naptár szerint. Az évből még 220 nap van hátra.
Névnapok: Orbán + Bagita, Bársonyka, Bedecs, Bedő, Csatád, Gergely, Gergő, Gerő, Györe, György, Györk, Györke, Madlen, Madléna, Magda, Magdaléna, Magdó, Magdolna, Mahália, Márk, Márkus, Marléne, Megara, Szofi, Szófia, Urbána, Zsófi, Zsófia

## Események
- 1401 – I. Mária királynő halálával férje, I. Márton egyeduralkodó lesz Szicílában (még 1409-ig uralkodik).
- 1571 – Az erdélyi  rendek Báthory Istvánt választják fejedelemnek.
- 1834 – Az országgyűlési képviselőként Pozsonyban tartózkodó Kölcsey Ferenc a Magyar utca 495. sz. alatti bérelt szállásán megfogalmazza és aláírja végrendeletét, amelyet Deák Ferenccel az élen öt felkért követtársa július 8-án hitelesít.
- 1895 – Egy angol bíróság Oscar Wilde-ot bűnösnek találja többrendbeli fajtalankodás vádjában és a maximálisan kiróható, kétévnyi kényszermunkára ítéli. (1897 májusában szabadult.)[1]
- 1940 – A civilizáció kriptája nevű időkapszula lezárásának napja.
- 1955 – A Kancsendzönga (tszf. 8586 m) első megmászása George Band és Joe Brown hegymászók által.
- 1961 – John F. Kennedy kongresszusi bejelentésével megkezdődik az Apolló Hold-expedíciós program.
- 1975 – A nemzetközi gyermeknap alkalmából átadták Zánkán a balatoni úttörővárost.
- 1977 – A Csillagok háborúja megjelenik a mozivásznakon.
- 1989 – A Népképviselők Gyűlése a Szovjetunió első – és egyben utolsó – elnökévé Mihail Gorbacsovot választja.
- 1990 – A KÖJÁL egy helyszíni ellenőrzés során bezárja a nagytétényi Metallochemia telephelyet.
- 2002 – A China Airlines 611-es járatának katasztrófája
- 2008 – A Phoenix űrszonda leszáll a Mars felszínére.

## Sportesemények
Formula–1
- 1975 –  belga nagydíj, Zolder - Győztes: Niki Lauda  (Ferrari)
- 1986 –  belga nagydíj, Spa Francorchamps - Győztes: Nigel Mansell  (Williams Honda Turbo)
- 1997 –  spanyol nagydíj, Barcelona - Győztes: Jacques Villeneuve  (Williams Renault)
- 2008 –  monacói nagydíj, Monte Carlo - Győztes: Lewis Hamilton  (McLaren Mercedes)
- 2014 –  monacói nagydíj, Monte Carlo - Győztes: Nico Rosberg  (Mercedes)

Labdarúgás
- 2005 –  BL döntő, Isztambul - Győztes: Liverpool FC  (ellenfél: AC Milan  eredmény: 3-3 (tizenegyesekkel))

## Születések
- 1550 – Lellisi Szent Kamill (Camillo de Lellis), itáliai katolikus pap, rendalapító († 1614)
- 1802 – Johann Friedrich von Brandt, német természettudós († 1879)
- 1803 – Baldácsy Antal, országgyűlési képviselő († 1878)
- 1803 – Ralph Waldo Emerson, amerikai esszéíró, költő, unitárius lelkész és a transzcendentalista mozgalom vezetője († 1882)
- 1846 – Naim Frashëri albán költő, író, műfordító, az „albán Petőfi” († 1900)
- 1848 – Helmuth Johannes Ludwig von Moltke, porosz vezérezredes, 1914-ig a német császári hadsereg vezérkari főnöke, gróf Helmuth Karl Bernhard von Moltke unokaöccse († 1916)
- 1865 – John Raleigh Mott, Nobel-békedíjas metodista lelkész, az YMCA és WSCF vezetője († 1955)
- 1865 – Pieter Zeeman, holland fizikus aki 1902-ben megosztott fizikai Nobel-díjat kapott Hendrik Lorentz-cel, amiért felfedezte a róla elnevezett Zeeman-hatást († 1943)
- 1879 – Dienes Valéria, táncpedagógus, filozófus, az első magyar női egyetemi tanár († 1978)
- 1880 – Rupert Rezső ügyvéd, újságíró, országgyűlési képviselő († 1961)
- 1887 – Pietrelcinai Szent Pio (Francesco Forgione), olasz római katolikus pap, szent († 1968)
- 1890 – Várnai Zseni, József Attila-díjas magyar költőnő, írónő († 1981)
- 1899 – Czillich Anna magyar festőművész († 1923)
- 1913 – Donald D. Maclean, brit diplomata, szovjet kém, a „Cambridge-i ötök” egyike († 1983)
- 1921 – Terplán Zénó, gépészmérnök, egyetemi tanár, akadémikus († 2002)
- 1923 – Bisztrai Mária, romániai magyar színésznő, Petru Groza román miniszterelnök lánya († 2020)
- 1924 – Szántó Margit Jászai Mari-díjas magyar színésznő († 2010)
- 1925 – Claude Pinoteau, francia filmrendező (Házibuli, A párizsi diáklány) († 2012)
- 1927 – Marx György, magyar fizikus, az MTA tagja († 2002)
- 1928 – Hidas Frigyes kétszeres Erkel Ferenc-díjas magyar zeneszerző, karmester († 2007)
- 1936 – Kóczián Éva, világbajnok asztaliteniszező
- 1939 – Sir Ian McKellen, angol színész (Gandalf „A Gyűrűk Urá”-ból), a homoszexuális mozgalom aktivistája
- 1939 – Kígyós Sándor, magyar filmrendező († 2018)
- 1939 – Mike Harris (Michael Harris), zimbabwe-i autóversenyző († 2021)
- 1944 – Frank Oz brit származású amerikai színész, bábmester, rendező
- 1948 – Klaus Meine német rockzenész, a Scorpions énekese
- 1949 – Nagy Gábor Jászai Mari-díjas magyar színész
- 1951 – Hunčík Péter szlovákiai magyar pszichiáter, politikus, író
- 1953 – Foltán László, olimpiai bajnok magyar kenus
- 1953 – Stan Sakai, Amerikában élő, harmadik generációs japán képregényrajzoló
- 1963 – Anne Consigny francia filmszínésznő
- 1964 – Molnár Miklós jogtudós, közigazgatási jogász, ügyvéd († 2016)
- 1969 – Anne Heche, amerikai színésznő, filmrendező, forgatókönyvíró  († 2022)
- 1975 – Lauryn Hill, amerikai énekesnő, rapper, zenész, rekordproducer és filmszínésznő
- 1976 – Sandra Nasić, horvát származású német énekesnő
- 1976 – Stefan Holm, svéd magasugró
- 1976 – Cillian Murphy, Oscar- és Golden Globe-díjas ír színész
- 1979 – Corbin Allred, amerikai színész
- 1988 – Pavel Kaška, cseh műkorcsolyázó
- 1990 – Nyikita Filatov, orosz jégkorongozó

## Halálozások
- 0615 – IV. Bonifác pápa (* 615. körül)
- 0992 – I. Mieszko lengyel fejedelem (* 935. körül)
- 1261 – IV. Sándor pápa (* 1199)
- 1401 – I. Mária szicíliai királynő (* 1363)
- 1746 – Temlin Mátyás szlovén származású magyar író (* ?)
- 1786 – Stjepan Zanović „Albánia hercege”, dalmáciai kalandor, költő és író (* 1751)
- 1832 – Wilckens Henrik Dávid német születésű természettudós, a magyar erdészettudomány első professzora, a Selmeci Akadémia (a Nyugat-magyarországi Egyetem jogelődje) egyik alapítója (* 1763)
- 1878 – Andreas von Ettingshausen osztrák matematikus, fizikus (* 1796)
- 1892 – Királyi Pál magyar újságíró, publicista, politikus (* 1821)
- 1914 – Kossuth Ferenc mérnök, politikus, képzőművész, Kossuth Lajos fia (* 1841)
- 1932 – Franz von Hipper, német admirális (* 1863)
- 1934 – Gustav Holst angol zeneszerző, zenepedagógus („A bolygók”) (* 1874)
- 1938 – Fjodor Markelovics Csesznokov erza író, drámaíró (* 1896)
- 1953 – Baranski Gyula ügyvéd, gyorsíró, politikus (* 1867)
- 1954 – Robert Capa magyar származású fotográfus (* 1913)
- 1963 – Burghardt Rezső Munkácsy Mihály-díjas magyar festőművész (* 1884)
- 1972 – Asta Nielsen dán színésznő, a némafilm-korszak sztárja (* 1881)
- 1973 – Ubrizsy Gábor növénypatológus, mikológus, az MTA tagja (* 1919)
- 1979 – Amédée Gordini francia autóversenyző (* 1899)
- 1985 – Fábián Gyula magyar zoológus, kísérleti régész, egyetemi tanár (* 1915)
- 1989 – Esterházy Pál herceg a művészet és tudomány támogatója (* 1901)
- 1995 – Élie Bayol (Elie Marcel Bayol) francia autóversenyző (* 1914)
- 2000 – Nicholas Clay angol színész, filmszínész (Lancelot az „Excalibur”-ból) (* 1946)
- 2006 – Desmond Dekker (sz. Desmond Adolphus Dacres) jamaicai születésű amerikai reggae énekes, dalköltő (* 1941)
- 2014 – Wojciech Jaruzelski lengyel tábornok, kommunista politikus (* 1923)
- 2016 – Tempfli József nagyváradi püspök (* 1931)
- 2022 – Gyarmathy Lívia magyar filmrendező (* 1932)
- 2023 – Tellér Gyula Széchenyi-díjas magyar szociológus, műfordító, politikus (* 1934)

## Nemzeti ünnepek, emléknapok, világnapok
- Szent Orbán vértanúhalált szenvedett pápa (223–230) ünnepe.
- „Törülközőnap”, Douglas Adams angol író (Galaxis útikalauz stopposoknak) emlékére.
- Afrika napja.
- Argentin Köztársaság: a forradalom napja 1810
- Jordán Hasimita Királyság - Nemzeti ünnep - a függetlenség napja, 1946